# Vicente Aleixandre (métro de Madrid)
Vicente Aleixandre est une station de la ligne 6 du métro de Madrid, en Espagne.

## Situation
La station de métro se situe entre Ciudad Universitaria et Guzmán el Bueno.

## Historique
La station est inaugurée le 13 janvier 1987 sous le nom de Metropolitano quand est mise en service une nouvelle section de la ligne 6 entre Cuatro Caminos et Ciudad Universitaria.
La station prend le nom de Vicente Aleixandre en décembre 2018 pour éviter une confusion avec Estadio Metropolitano de la ligne 7 du métro de Madrid.

## Service des voyageurs

### Intermodalité
La station est en correspondance avec les lignes d'autobus no 132, F, C1 et C2 du réseau EMT.